# شهرستان گرنت (اورگن)
شهرستان گرنت، اورگن (به انگلیسی: Grant County, Oregon) شهرستانی در ایالات متحده آمریکا است که در اورگن واقع شده‌است.

## خصوصیات
شهرستان گرنت ۱۱٬۷۳۰٫۱۲ کیلومترمربع مساحت دارد.